# Otto Graf (Politiker, 1892)
Otto Graf (* 8. März 1892 in Zamdorf, Bayern; † 1. September 1971 in München) war ein deutscher Politiker. Er gehörte zunächst der KPD und später der SPD an. Graf arbeitete unter dem Decknamen „Herzog“ als Spion für die DDR.

## Leben und Wirken
Graf war Sohn eines Ziegeleibesitzers und besuchte nach dem Gymnasium ein Lehrerseminar. Anschließend war er Lehrer, zeitweise  Privatlehrer. Vor dem Ersten Weltkrieg war Graf Mitglied im Alldeutschen Verband. Während des Krieges war er Soldat.
Nach dem Krieg arbeitete Graf 1919 und 1920 als Lehrer in München. Im Jahr 1919 trat er der KPD bei und arbeitete 1920 und 1921 als Redakteur des Parteiblattes Neue Zeitung. Von 1920 bis 1923 war er Mitglied des bayerischen Landtages und bis 1921 auch Fraktionsvorsitzender seiner Partei.
Im Jahr 1921 wurde er aus der KPD ausgeschlossen und trat der SPD bei. Zwischen 1922 und 1929 war Graf Mitarbeiter des Arbeiterbildungskartells in München. Anschließend war er bis 1933 Schriftsteller und Journalist. Er schrieb unter anderem für die Münchener Post, die in Basel erscheinende Nationalzeitung und die Vossische Zeitung in Berlin.
Während der Zeit des Nationalsozialismus erhielt Graf 1933 Berufsverbot und war mehrfach in Haft.
Zwischen 1945 und 1946 war er als Ministerialreferent und anschließend bis 1948 als Ministerialrat im Bayerischen Staatsministerium für Unterricht und Kultus für die Abteilung Volksbildungswesen zuständig. Außerdem war Graf 1946 und 1947 Staatskommissar für die Universität München.
1949 wurde Graf als im Wahlkreis München-West direkt gewählter SPD-Kandidat Mitglied des Deutschen Bundestages, dem er in der ersten Legislaturperiode angehörte. 1953 verlor er den Wahlkreis an die CSU und schied, auf der Landesliste nicht abgesichert, aus dem Bundestag aus.
Der Bundesbeauftragte für die Stasi-Unterlagen (BStU) ging 2013 davon aus, dass es sich bei seiner Spionage für die DDR um „eine beständige […], aber wenig ergiebige […] und kaum zu steuernde […] Kooperation“ gehandelt habe. Er sei ein Beispiel, „wie es SED und HV A gelang, bei einem SPD-Politiker an das gemeinsame Erbe der Arbeiterbewegung anzuknüpfen.“
Der Nachlass Otto Grafs befindet sich im Archiv der sozialen Demokratie in Bonn.

## Werke
- Die erste kommunistische Landtags-Rede in Bayern gehalten am 22. Juli 1920. Verlag der Arbeiterbuchhandlung der kommunist. Partei, München 1920.
- Die marokkanische Mauer. Büchergilde Gutenberg, Berlin 1930.
- Imperium Britannicum. Wilhelm Goldmann Verlag, Leipzig 1937.
- Kunst und Gesellschaft. Schriftenreihe der IG Druck und Papier/Heft 18, Stuttgart 1969.
- Fieberstunden der Weltgeschichte. Schriftenreihe der IG Druck und Papier/Heft 24, Stuttgart 1965.